# Berthy Suárez
Juan Berthy Suárez (Santa Cruz de la Sierra, 24 de junho de 1969) é um ex-futebolista boliviano, que atuava como atacante. 

## Carreira
Por clubes, ele atuou por Blooming, Guabirá, D.C. United e  Oriente Petrolero. Encerrou a carreira no The Strongest, onde se destacou
Disputou duas edições da Copa América (1991 e 1995), vestindo as camisas 9 e 17, respectivamente.